# Август Бер
А́вгуст Бер (нім. August Beer, 31 липня 1825 Трір — 18 листопада 1863, Бонн) — німецький фізик.

## Біографія
Після закінчення Боннського університету 1850 року обійняв там професуру. Дослідження його належать до області теоретичної фізики. Його університетські лекції, видані після смерті у вигляді курсів, дуже популярні:
- «Lehre yon Magnetismus und Electricität» (1865);
- «Einleitung in d. mathemat. Theorie d. Elasticität und Capillarität» (1869);
- «Theoretische Optik».